# Brachyrhinus
Brachyrhinus är ett släkte av skalbaggar. Brachyrhinus ingår i familjen vivlar.

## Dottertaxa tillBrachyrhinus, i alfabetisk ordning[1]
- Brachyrhinus aeruginosus
- Brachyrhinus albolineatus
- Brachyrhinus alneti
- Brachyrhinus alpinus
- Brachyrhinus ambiguus
- Brachyrhinus arenosus
- Brachyrhinus argentatus
- Brachyrhinus articulatum
- Brachyrhinus articulatus
- Brachyrhinus arundinis
- Brachyrhinus asperatus
- Brachyrhinus astutus
- Brachyrhinus atroapterus
- Brachyrhinus austriacus
- Brachyrhinus betulae
- Brachyrhinus binotatus
- Brachyrhinus bisulcatus
- Brachyrhinus calcaratus
- Brachyrhinus campestris
- Brachyrhinus caninus
- Brachyrhinus carinthiacus
- Brachyrhinus chloropus
- Brachyrhinus clairi
- Brachyrhinus clavipes
- Brachyrhinus collaris
- Brachyrhinus coryli
- Brachyrhinus costatus
- Brachyrhinus cribricollis
- Brachyrhinus curvipes
- Brachyrhinus delicatulus
- Brachyrhinus depressirostris
- Brachyrhinus dilatipes
- Brachyrhinus echinatus
- Brachyrhinus elevatus
- Brachyrhinus erinaceus
- Brachyrhinus erroneus
- Brachyrhinus erythropus
- Brachyrhinus excisus
- Brachyrhinus faber
- Brachyrhinus fastuosus
- Brachyrhinus ferrugineus
- Brachyrhinus flavescens
- Brachyrhinus flavipes
- Brachyrhinus francolinus
- Brachyrhinus frescati
- Brachyrhinus fritillum
- Brachyrhinus fulvicornis
- Brachyrhinus fulvipes
- Brachyrhinus fulvus
- Brachyrhinus fuscipes
- Brachyrhinus fuscomaculatus
- Brachyrhinus geminatus
- Brachyrhinus gemmatus
- Brachyrhinus glabratus
- Brachyrhinus globatus
- Brachyrhinus goertzensis
- Brachyrhinus goerzensis
- Brachyrhinus gramineus
- Brachyrhinus granulatus
- Brachyrhinus gressorius
- Brachyrhinus griseus
- Brachyrhinus grissonus
- Brachyrhinus groendahli
- Brachyrhinus gyllenhali
- Brachyrhinus hispidulus
- Brachyrhinus holosericeus
- Brachyrhinus humilis
- Brachyrhinus hungaricus
- Brachyrhinus imperialis
- Brachyrhinus impoticus
- Brachyrhinus incanus
- Brachyrhinus intersectus
- Brachyrhinus iris
- Brachyrhinus irritabilis
- Brachyrhinus kaci
- Brachyrhinus laevigatus
- Brachyrhinus lateralis
- Brachyrhinus lepidopterus
- Brachyrhinus leucophyllus
- Brachyrhinus ligneus
- Brachyrhinus ligustici
- Brachyrhinus limbatus
- Brachyrhinus linearis
- Brachyrhinus lineatus
- Brachyrhinus lineellus
- Brachyrhinus luctuosus
- Brachyrhinus lunatus
- Brachyrhinus lutosus
- Brachyrhinus major
- Brachyrhinus mali
- Brachyrhinus maurus
- Brachyrhinus maxillosum
- Brachyrhinus maxillosus
- Brachyrhinus megerlei
- Brachyrhinus melancholicus
- Brachyrhinus meles
- Brachyrhinus mercurialis
- Brachyrhinus meyerlaei
- Brachyrhinus micans
- Brachyrhinus moerens
- Brachyrhinus morio
- Brachyrhinus multipunctatus
- Brachyrhinus muricatus
- Brachyrhinus murinus
- Brachyrhinus mus
- Brachyrhinus nicaeensis
- Brachyrhinus niger
- Brachyrhinus nigrita
- Brachyrhinus niveus
- Brachyrhinus nubilus
- Brachyrhinus oberti
- Brachyrhinus oblongus
- Brachyrhinus obscurus
- Brachyrhinus obtusus
- Brachyrhinus oleae
- Brachyrhinus orbicularis
- Brachyrhinus ovatus
- Brachyrhinus palliatus
- Brachyrhinus pallidus
- Brachyrhinus parvulus
- Brachyrhinus picipes
- Brachyrhinus picus
- Brachyrhinus pilosus
- Brachyrhinus planatus
- Brachyrhinus pollinosus
- Brachyrhinus polygoni
- Brachyrhinus porcatus
- Brachyrhinus prasinus
- Brachyrhinus provincialis
- Brachyrhinus punctatus
- Brachyrhinus pyri
- Brachyrhinus quadrulus
- Brachyrhinus raucus
- Brachyrhinus regalis
- Brachyrhinus repandus
- Brachyrhinus rotundatus
- Brachyrhinus ruficollis
- Brachyrhinus ruficornis
- Brachyrhinus rugifrons
- Brachyrhinus scabriculus
- Brachyrhinus scabrosus
- Brachyrhinus sellatus
- Brachyrhinus seminulum
- Brachyrhinus septentrionis
- Brachyrhinus setosus
- Brachyrhinus sexcostatus
- Brachyrhinus singularis
- Brachyrhinus sinuatus
- Brachyrhinus spinifex
- Brachyrhinus splendidulus
- Brachyrhinus squamiger
- Brachyrhinus squamosus
- Brachyrhinus squamulata
- Brachyrhinus squamulatus
- Brachyrhinus sulcatus
- Brachyrhinus sulfurifer
- Brachyrhinus sulphurifer
- Brachyrhinus tenebricosus
- Brachyrhinus tereticollis
- Brachyrhinus tesselatus
- Brachyrhinus thunbergi
- Brachyrhinus tibialis
- Brachyrhinus tristis
- Brachyrhinus truncatus
- Brachyrhinus trunculus
- Brachyrhinus tuberculatus
- Brachyrhinus uncinatus
- Brachyrhinus undatus
- Brachyrhinus unicolor
- Brachyrhinus variolosus
- Brachyrhinus vespertinus
- Brachyrhinus viridicollis
- Brachyrhinus viridis
- Brachyrhinus zaiscus
- Brachyrhinus zebra